# 카스티야이레온주
카스티야이레온주(스페인어: Castilla y León)은 스페인 광역자치주 중 하나이다. 옛 카스티야-레온 왕국의 영역에 따라 1983년에 정해진 구역을 따른다. 카스티야이레온주는 스페인에서 가장 크며, 유럽 연합을 통틀어서도 가장 큰 지방 자치단체에 속한다. 전체 면적은 94,223 km2이며 2005년 기준 인구는 250만 명에 이른다.

## 지리
카스티야레온 지방은 칸타브리아, 바스크 지방, 아라곤 지방과 접한다. 남동으로는 마드리드와 카스티야라만차와 접하며 서쪽으로는 갈리시아 지방과 포르투갈과 접한다.
카스티야레온 지방은 도루 강 분지를 차지하며 이베리아반도 한 가운데의 광할한 평원을 끼고 있다. 인근 강의 계곡과도 접하여 산악 지대와 함께 계곡이 분포한다. 라시나(레온 지방), 바에 데 마나(부르고스 지역), 바에 델 티에타르(아빌라) 등이 있다.

## 교통
카스티야레온 지방은 북부 스페인으로 가는 교통의 요지이다. 또한 국제 E-road E80이 통한다. 포르투갈의 교통이 이 곳을 통하여 스페인 전체와 함께 다른 유럽 지역으로 통하게 된다. 두 개의 주요 길이 있으며 지금은 아스팔트 도로이지만 고대 시대부터 로마와 이베리아반도를 이었을 정도로 역사가 오래되었다.
- 카미노 데 산티아고(스페인어: Camino de Santiago) : 산책로로 쓰이며 동서로 뻗어 자동차 도로로 쓰인다.
- 로마 비아 데 라 플라타(스페인어: The Roman Vía de la Plata) : 서부 유럽과 기타 스페인 지역으로 통하는 주요 도로이다.

## 행정 구역
9개의 소자치주로 나뉜다.
- 아빌라 주(Avila)
- 부르고스 주(Burgos)
- 레온도(Leon)
- 팔렌시아 주(Palencia)
- 살라망카 주(Salamanca)
- 세고비아 주(Segovia)
- 소리아 주(Soria)
- 바야돌리드 주(Valladolid)
- 사모라 주(Zamora)

9개의 소자치주는 각각의 주도를 따서 이름 지어졌다. 자치 지방 위원회에 따르면 카스티야레온 지방의 전체를 대표하는 수도가 확실하지는 않다. 그러나 바야도리드 시가 전체적인 행정권을 지고 있다. 총 행정부와 법원을 비롯해 국회와 주요 부처가 이 곳에 위치한다.

## 입법
카스티야레온 지방의 법원은 자치 지방 입법 권고에 따라 집행부가 선발된다. 전통적으로 1188년부터 이 관례가 이어져왔다. 왕의 명령에 따라 당시 이러한 관행이 시작되었다고 볼 수 있다. 그 기원은 여전히 논쟁거리가 되고 있지만 초기 정부 형태의 제정이 영국의 마그나 카르타와 상당히 흡사했던 것으로 추정되고 있다.

### 국회 구성
- 파르티도 포풀라르 데 카스티야 이 레온 : 지방 의석 28석, 국회 19석
- 파르티도 소시알리스타 데 카스티야 이 레온 : 지방 의석 33석, 국회 14석
- 유니온 델 푸에블로 레오네스 : 지방 의석 2석

## 인구
| 연도        | 인구      | ±%    |
| ----------- | --------- | ----- |
| 1900        | 2,302,417 | —     |
| 1910        | 2,362,878 | +2.6% |
| 1920        | 2,337,405 | −1.1% |
| 1930        | 2,477,324 | +6.0% |
| 1940        | 2,694,347 | +8.8% |
| 1950        | 2,864,378 | +6.3% |
| 1960        | 2,848,352 | −0.6% |
| 1970        | 2,623,196 | −7.9% |
| 1981        | 2,575,064 | −1.8% |
| 1991        | 2,562,979 | −0.5% |
| 2001        | 2,456,474 | −4.2% |
| 2011        | 2,540,188 | +3.4% |
| 2017        | 2,436,850 | −4.1% |
| Source: INE |           |       |